# Sojuz TM-3
Sojuz TM-3 je označení sovětské kosmické lodi, ve které odstartovala mise k sovětské kosmické stanici Mir. Byl to 3. let k Miru.

## Posádka

### Startovali
- Alexandr Viktorenko – (1)
- Alexandr Pavlovič Alexandrov – (2)
- Muhammed Ahmad Fáris – (1), Sýrie

### Přistávali
- Jurij Romaněnko – (3), velitel
- Alexandr Pavlovič Alexandrov – (2)
- Anatolij Levčenko – (1)

V závorkách je uveden dosavadní počet letů do vesmíru včetně této mise.